# Auenstein
Auenstein (älter Gauenstein; in einheimischer Mundart: [ˈg̊æʊ̯əˌʒ̊tæɪ̯]) ist eine Einwohnergemeinde im Schweizer Kanton Aargau. Sie gehört zum Bezirk Brugg und liegt rund drei Kilometer nordwestlich von Lenzburg an der Aare.

## Geografie
Das Dorf liegt zwischen dem nördlichen Ufer der Aare und dem Südhang der 772 Meter hohen Gislifluh, einer Erhebung der südlichsten Kette des Faltenjuras. Der stellenweise sehr steile Hang ist zum grössten Teil bewaldet, weist aber mehrere Waldweiden auf. Die Gislifluh geht in Richtung Osten in den zunehmend flacheren Veltheimerberg über, an dessen Osthang sich ein Steinbruch befindet. Knapp anderthalb Kilometer östlich von Auenstein liegt der Ortsteil Au (352 m ü. M.) mit einem weiteren, rund 1 km² grossen Steinbruch. In der Aare erstreckt sich eine rund zwei Kilometer lange und maximal fünfzig Meter breite bewaldete Insel, die durch angeschwemmtes Geschiebe entstanden ist.
Die Fläche des Gemeindegebiets beträgt 568 Hektaren, davon sind 257 Hektaren mit Wald bedeckt und 120 Hektaren überbaut. Der höchste Punkt liegt auf der Gislifluh auf 772 Metern, der tiefste auf 350 Metern an der Aare. Das Gemeindegebiet von Auenstein ist Teil des Juraparks Aargau, einem «Regionalen Naturpark von nationaler Bedeutung». Nachbargemeinden sind Schinznach und Veltheim im Norden, Möriken-Wildegg im Osten, Rupperswil im Süden, Biberstein im Westen sowie Thalheim im Nordwesten.

## Geschichte
Die erste sichere urkundliche Erwähnung des Ortsnamens erfolgte im Jahr 1299 (Ůlr. Gowenstein). Sie stammt wohl von einer Zusammensetzung aus den Wörtern ahd. gawi/gewi/gowi, mhd. göu(w)/gou(w) ‚Gau, fruchtbares Land am Wasser‘ und stein ‚Stein, Fels‘. Um 1200 war an der Aue die kleine Burg Auenstein entstanden. Die Bauherren sind nicht mit Sicherheit bekannt, vermutlich waren es die Herren von Gowenstein. Die Burg, die zu Beginn des 14. Jahrhunderts in den Besitz der Herren von Reinach gelangt war, wurde 1389 bei Kämpfen der Eidgenossen gegen die Habsburger durch die Berner niedergebrannt.

Historisches Luftbild von Werner Friedli von 1953

1415 eroberten die Eidgenossen den Aargau. Auenstein gehörte nun zum Untertanengebiet der Stadt Bern, dem so genannten Berner Aargau. Das Dorf bildete einen eigenen Gerichtsbezirk im Amt Lenzburg, gehörte aber nicht der Stadt selbst, sondern wohlhabenden Berner Familien. 1528 führten die Berner die Reformation ein. Nachdem Auenstein mehrmals den Besitzer gewechselt hatte, verkauften 1732 die Erben von General Johann Ludwig von Erlach den gesamten Besitz an die Stadt Bern, welche dadurch die vollständige Kontrolle über das Dorf erlangte und es daraufhin dem Amt Kasteln zuteilte.
Diese direkte Herrschaft währte nur wenige Jahrzehnte. Beim Franzoseneinfall im März 1798 entmachteten die Franzosen die «Gnädigen Herren» von Bern und riefen die Helvetische Republik aus, die 1803 aufgelöst wurde. Auenstein gehört seither zum Kanton Aargau. Der Weinbau, der in früheren Jahrhunderten der Haupterwerb der Bevölkerung gewesen war, sank gegen Ende des 19. Jahrhunderts wegen der Reblaus-Epidemie fast zur Bedeutungslosigkeit hinab, kann jedoch in jüngster Zeit wieder einen Aufschwung verzeichnen.
Jahrhundertelang war das Dorf nur durch eine Fähre und einen Fussgängersteg mit der rechten Aareseite verbunden. Dies änderte sich erst 1870, als die Brücke nach Wildegg errichtet wurde. 1942 folgte, gleichzeitig mit dem Wasserkraftwerk Rupperswil-Auenstein, auch eine Brücke hinüber nach Rupperswil. Nach 1950 entwickelte sich Auenstein dank der Südhanglage zu einer attraktiven Wohngemeinde. Vor allem seit 1990 ist eine starke Zunahme der Einwohnerzahl zu verzeichnen.

## Sehenswürdigkeiten

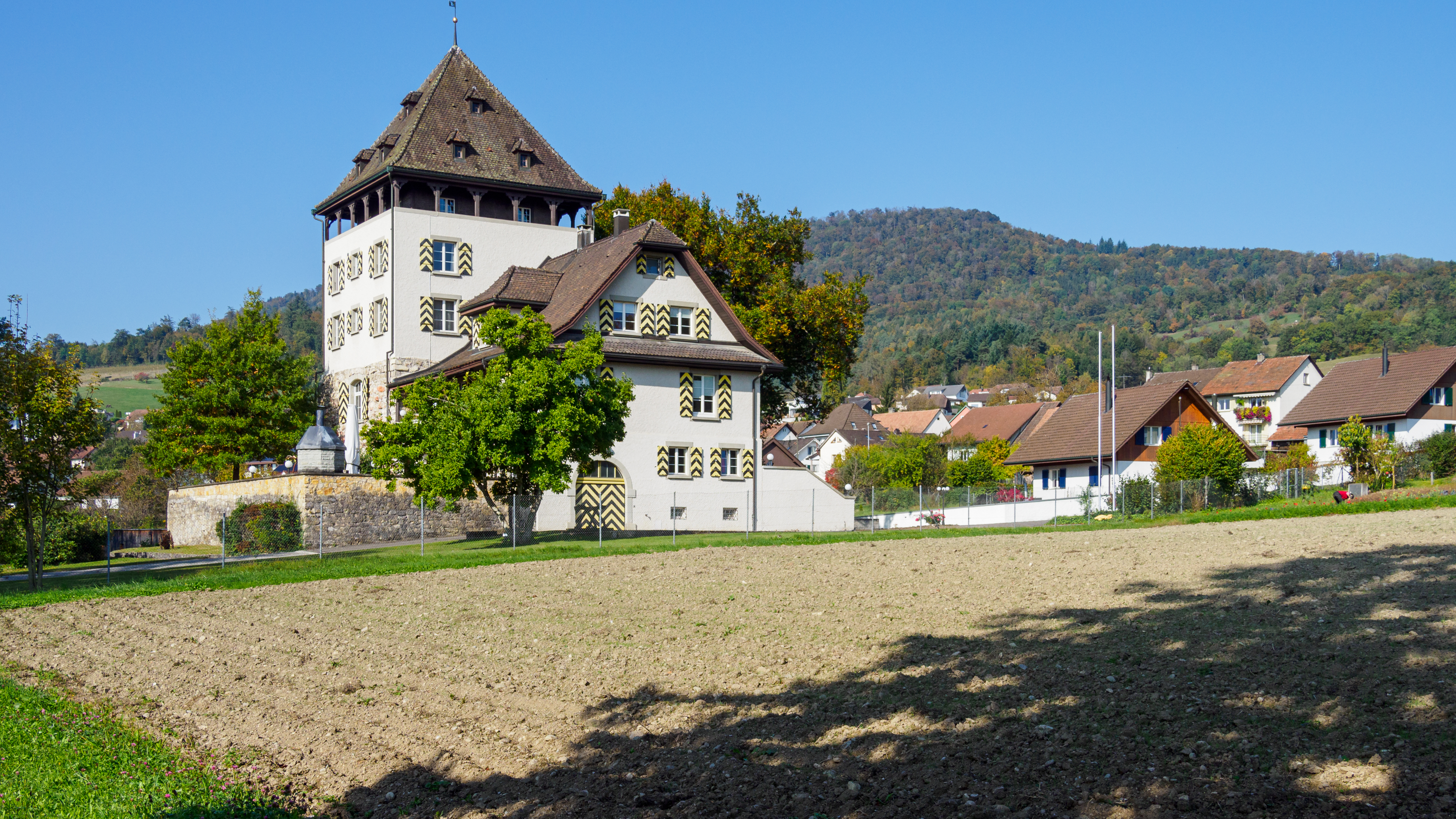
Schloss und Dorf Auenstein

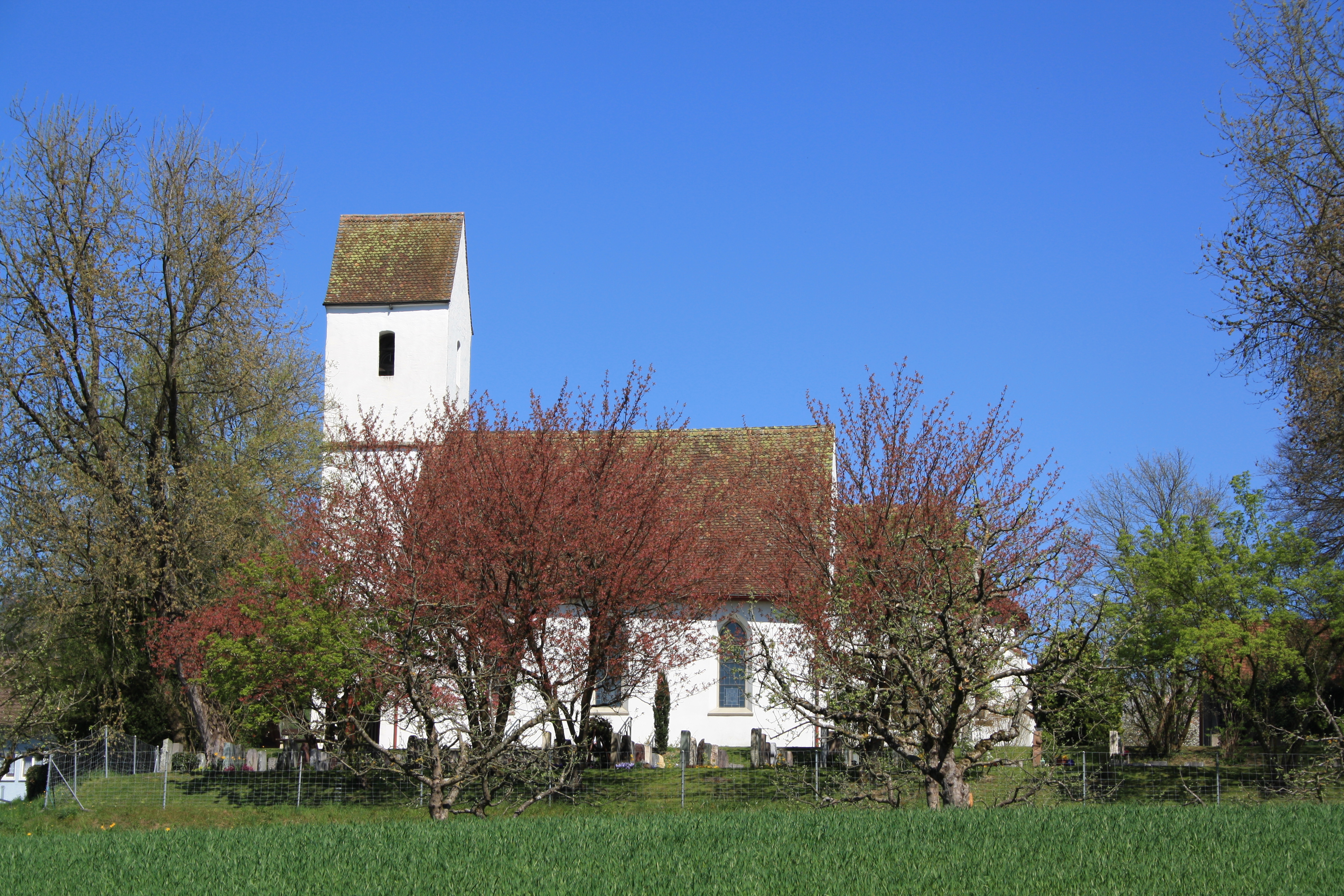
Reformierte Kirche

Das Schloss Auenstein steht auf einem kleinen Felsen am Ufer der Aare. Nachdem die Burg 1389 zerstört worden war, gelangte die Burgruine 1803 in den Besitz des neuen Kantons. Später verkaufte sie der Kanton an Private. Die Burg wurde 1858 durch Aufstockung wieder bewohnbar gemacht und erhielt 1928/29 ihre heutige schlossartige Form.
Die im gotischen und spätgotischen Stil erbaute Reformierte Kirche wurde erstmals 1302 urkundlich erwähnt, es existieren aber Fundamente im romanischen Stil aus dem 11. Jahrhundert. Der Chor in seiner heutigen Form stammt aus dem späten 15. Jahrhundert, das Kirchenschiff wurde 1651 erweitert. 1893 und 1943 erfolgten Aussenrenovationen, 1951/52 und 2004 eine Innenrenovation. Aufgrund des schlechten Zustands musste der Kirchturm 1984 gründlich saniert werden.

## Wappen
Die Blasonierung des Gemeindewappens lautet: «Gespalten von Rot mit zwei pfahlweise gestellten weissen Rosen mit gelben Butzen und grünen Kelchblättern und von Weiss». Das seit 1804 verwendete Siegel zeigte eine wenig heraldische Landschaftsdarstellung. Als verschiedene Vereine das alte Wappen der Herren von Gowenstein auf ihren Fahnen verwendeten, blieb der Gemeinde keine andere Wahl, als es im Jahr 1964 ebenfalls einzuführen.

## Bevölkerung
Die Einwohnerzahlen entwickelten sich wie folgt:
| Jahr      | 1764 | 1803 | 1850 | 1900 | 1930 | 1950 | 1960 | 1970 | 1980 | 1990 | 2000 | 2010 | 2020 |
| Einwohner | 309  | 447  | 752  | 719  | 743  | 864  | 896  | 1165 | 1166 | 1176 | 1359 | 1526 | 1613 |

Am 31. Dezember 2023 lebten 1728 Menschen in Auenstein, der Ausländeranteil betrug 13,3 %. Bei der Volkszählung 2015 bezeichneten sich 52,7 % als reformiert und 16,6 % als römisch-katholisch; 30,7 % waren konfessionslos oder gehörten anderen Glaubensrichtungen an. 93,4 % gaben bei der Volkszählung 2000 Deutsch als ihre Hauptsprache an, 2,2 % Serbokroatisch, 1,8 % Albanisch und 0,7 % Englisch.

## Politik und Recht
Die Versammlung der Stimmberechtigten, die Gemeindeversammlung, übt die Legislativgewalt aus. Ausführende Behörde ist der fünfköpfige Gemeinderat. Er wird im Majorzverfahren vom Volk gewählt, seine Amtsdauer beträgt vier Jahre. Der Gemeinderat führt und repräsentiert die Gemeinde. Dazu vollzieht er die Beschlüsse der Gemeindeversammlung und die Aufgaben, die ihm vom Kanton zugeteilt wurden. Für Rechtsstreitigkeiten ist in erster Instanz das Bezirksgericht Brugg zuständig. Auenstein gehört zum Friedensrichterkreis VIII (Brugg).

## Wirtschaft
In Auenstein gibt es gemäss der im Jahr 2015 erhobenen Statistik der Unternehmensstruktur (STATENT) rund 270 Arbeitsplätze, davon 6 % in der Landwirtschaft, 43 % in der Industrie und 51 % im Dienstleistungssektor. Die meisten Erwerbstätigen sind Wegpendler und arbeiten in den umliegenden grösseren Gemeinden.
In zwei grossen Steinbrüchen auf dem Gemeindegebiet von Auenstein werden Kalkstein und Mergel abgebaut, die in der Jura-Cement-Fabrik im benachbarten Wildegg verarbeitet werden. Weiterhin eine gewisse Bedeutung hat der Weinbau: Am sonnigen Südhang der Gislifluh ist eine Fläche von 9,2 Hektaren mit Reben bestockt, wobei die Sorten Riesling × Sylvaner und Blauburgunder überwiegen.

## Verkehr
Auenstein liegt abseits des Durchgangsverkehrs an der Kantonsstrasse 471, die dem linken Aareufer folgt und im Vergleich zu den Strassen südlich des Flusses weitaus weniger stark befahren wird. Eine Brücke knapp jenseits der östlichen Gemeindegrenze führt hinüber nach Wildegg. Der Anschluss an das Netz des öffentlichen Verkehrs erfolgt durch eine Postautolinie vom Bahnhof Wildegg nach Schinznach-Dorf.

## Bildung
In Auenstein gibt es einen Kindergarten und ein Schulhaus, in dem die Primarschule unterrichtet wird. Die Realschule und die Sekundarschule können in Veltheim  besucht werden, die Bezirksschule in Schinznach-Dorf. Die nächstgelegenen Gymnasien sind die Alte Kantonsschule und die Neue Kantonsschule, beide in Aarau.

## Persönlichkeiten
- Tobias Brandner (* 1965), Seelsorger
- Beat Flach (* 1965), Politiker (glp), wohnt in Auenstein
- Georg Ludwig Schmid (1720–1805), philosophischer und politischer Schriftsteller und grossherzoglich sächsisch-weimarischer Gesandtschaftsrat.[17]